# Maria Renata de Jesus

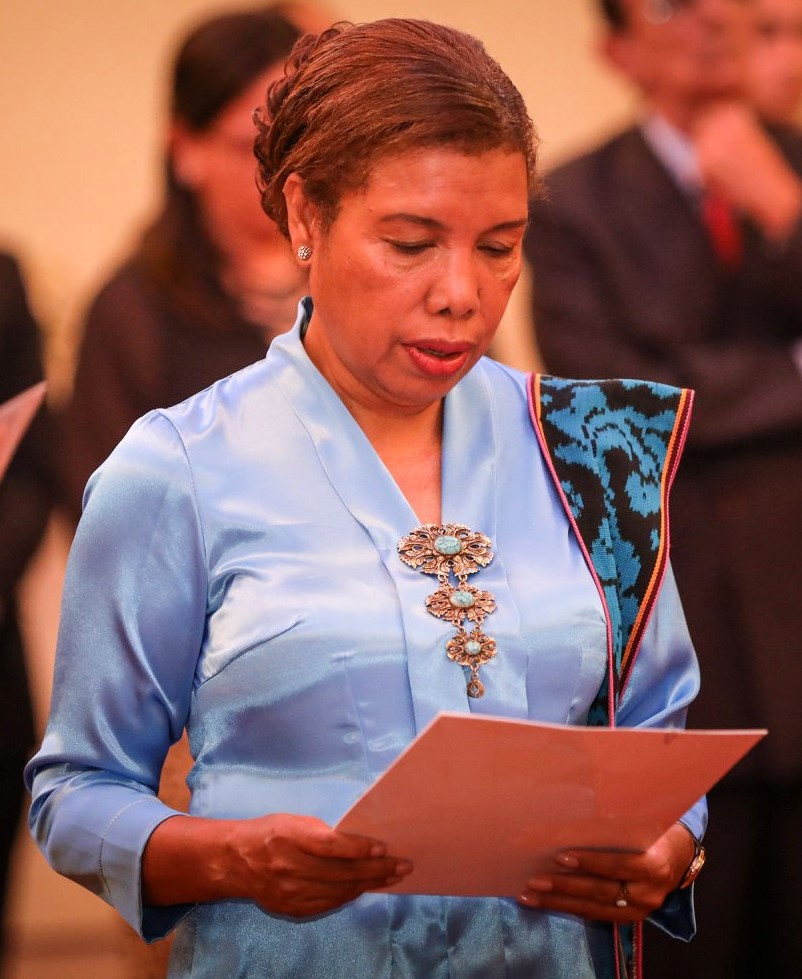
Maria Renata de Jesus bei ihrer Ernennung zur Botschafterin (2020)

Maria Renata Caldas de Jesus ist eine osttimoresische Beamtin und Diplomatin.
Jesus arbeitet bereits seit 2001 für das osttimoresische Außenministerium. Unter anderem war sie zweite Sekretärin an der osttimoresischen Botschaft in Indonesien, Beraterin an der osttimoresischen Botschaft in Kuba und 2011 Nationaldirektorin für Konsularangelegenheiten. Außerdem diente sie als Beraterin und Koordinatorin für Protokoll, Medien und internationale Beziehungen im Präsidialamt der Republik.
Am 28. Januar 2020 wurde Jesus, in Nachfolge von Natália Carrascalão Antunes, zur neuen osttimoresischen Botschafterin in Laos ernannt. Die Amtszeit von Jesus endete 2023.